# NM Rothschild & Sons
Pour les articles homonymes, voir Rothschild.
NM Rothschild & Sons, désormais renommée simplement Rothschild, est une banque d'affaires implantée à Londres et fondée par la famille Rothschild.

## Histoire
Le nom provient de son fondateur Nathan Mayer Rothschild. Depuis plusieurs années, et ce sous l'initiative de David de Rothschild, les différents bureaux de la banque ont été réunifiés comme à leur fondation il y a  deux cent ans, aboutissant à l'adoption mondiale du nom Rothschild.

## Activité
Depuis plus de deux cents ans, la banque Rothschild est au cœur des marchés financiers mondiaux. Ses métiers s’articulent autour de trois types de services destinés aux gouvernements, aux entreprises et aux particuliers : la banque d’affaires, la gestion institutionnelle et la gestion de patrimoine. Rothschild est organisé en un réseau de quarante bureaux dans plus de trente pays (de l’Europe à l’Amérique en passant par l’Australie).